# Associação Carlos Barbosa de Futsal
Die Associação Carlos Barbosa de Futsal ist ein Futsalklub aus Carlos Barbosa im brasilianischen Bundesstaat Rio Grande do Sul.

## Geschichte
Die Ursprünge des Carlos Barbosa Futsal-Verbandes gehen auf einen Zusammenschluss der Amateurmannschaften Real und River unter der Leitung von Clovis Tramontina zurück, mit dem Ziel, die Stadt in staatlichen Wettbewerben zu vertreten. Der ursprüngliche Name Associação Carlos Barbosa de Futebol, wurde von Aldo Pontin, einem Restaurantbesitzer, vorgeschlagen, in dessen Lokal die Idee geboren wurde, und die Farben der Uniform wurden vom Weiß von Real, dem Schwarz von River und dem Orange der Niederländischen Fußballnationalmannschaft von 1974 inspiriert. Das offizielle Debüt fand am 14. August 1976 mit einem 6:2-Sieg über Gymnastics aus Estrela statt.
1996 stellte sich der erste Erfolg mit dem Gewinn der Campeonato Gaúcho, der Staatsmeisterschaft von Rio Grande do Sul, ein. In der Folge trat der Klub auch erfolgreich auf nationaler und internationaler Ebene an.
In den ersten Jahren fanden die Spiele im Santa Rosa Gymnasium, dem ersten Hallenplatz der Stadt, und später im Tramontina Gymnasium statt. Um den Kapazitätsanforderungen der Wettbewerbe gerecht zu werden, baute das Rathaus im Jahr 2000 mit Unterstützung des Sponsors des Klubs, dem Unternehmen Tramontina, das Städtische Veranstaltungszentrum Sérgio Luiz Guerra mit einer Kapazität für 5000 Personen, das derzeitige Zuhause der Mannschaft.
Neben seinen Triumphen auf dem Platz hat Carlos Barbosa eine starke soziale Wirkung. Der Verein arbeitet mit Jugendlichen und Kindern in seinen Jugendkategorien und Futsal-Schulen zusammen, die Carlos Barbosa und benachbarte Gemeinden abdecken. Diese Projekte sollen über den Sport hinaus gehen und Bildung fördern sowie die lokale Gemeinschaft stärken.

## Erfolge
Durch die Erfolge von Carlos Barbosa, wurde die Stadt 2017 mit dem vom Präsidenten Michel Temer unterzeichneten Gesetz Nr. 13.503 vom 1. November 2017, zur Hauptstadt des Futsal erklärt.
- Futsal Awards: 2009
- Futsal-Weltpokal 3×: 2001 *, 2004, 2012
- Copa Libertadores (Futsal) 7×: 2002, 2003, 2010, 2011, 2017, 2018, 2019
- Liga Nacional de Futsal 5×: 2001, 2004, 2006, 2009, 2015
- Taça Brasil de Futsal 3×: 2001, 2009, 2016
- Superliga de Futsal: 2011
- Supercopa do Brasil: 2017
- Liga Sul de Futsal: 2024
- Campeonato Gaúcho 12×: 1996, 1997, 1999, 2002, 2004, 2008, 2009, 2010, 2012, 2013, 2015, 2024
- Liga Gaúcha de Futsal 4×: 2018, 2020, 2022, 2023